# 호르헤 란도
호르헤 란도(Jorge Rando, 1941년 6월 23일 ~ )는 독일에 주로 거주하여 미술 활동을 하는 스페인인 신표현주의의 화가이며 조각가이다. 철학과를 졸업했을 때 독일에 가서 독일에 관심이 많이 있다..

## 전기
호르헤 란도 (말라가, 1941년)는 스페인인 신표현주의의 화가이다. 말라가에서 태어났는데 20세였을 때 독일에 가서 독일과 중부 유럽 문화에 흥미가 생겼다.
1984년에 아내와 스페인으로 돌아갔다. 호르헤 라도가 스페인 대표적 화가이고 그의 작품이 많은 스페인과 국제 미술관에 있다. 저서들이 스페인과 유럽과 미국과 다른 나라 도서관에 있다.
2008년에 말라가에서 큰 전시회가 거행됐다. 당년도 상을 받았다.
2009년에 말라가 첫 옥외 미술관이 대성당의 정원에서 개원되고 호르헤 란도가 조각을 만들었다. 화가는 소외된 사람들에 관심이 많이 있기 때문에 소외된 사람에 대한 작품이 많다.
그리고 성주간(Semana Santa, 말라가에 제일 중요한 축제)에 참기하고 조각을 많이 전시한다.
호르헤 란도 미술관은 2014년에 개원됐다. 미술관이 말라가 마드레스 메르세다리아스 수도원에 있고 호르헤 란도의 작품을 둘러볼 수 있다. 호르헤 란도 재단 (Fundación Jorge Rando)이 표현주의를 연구한다.

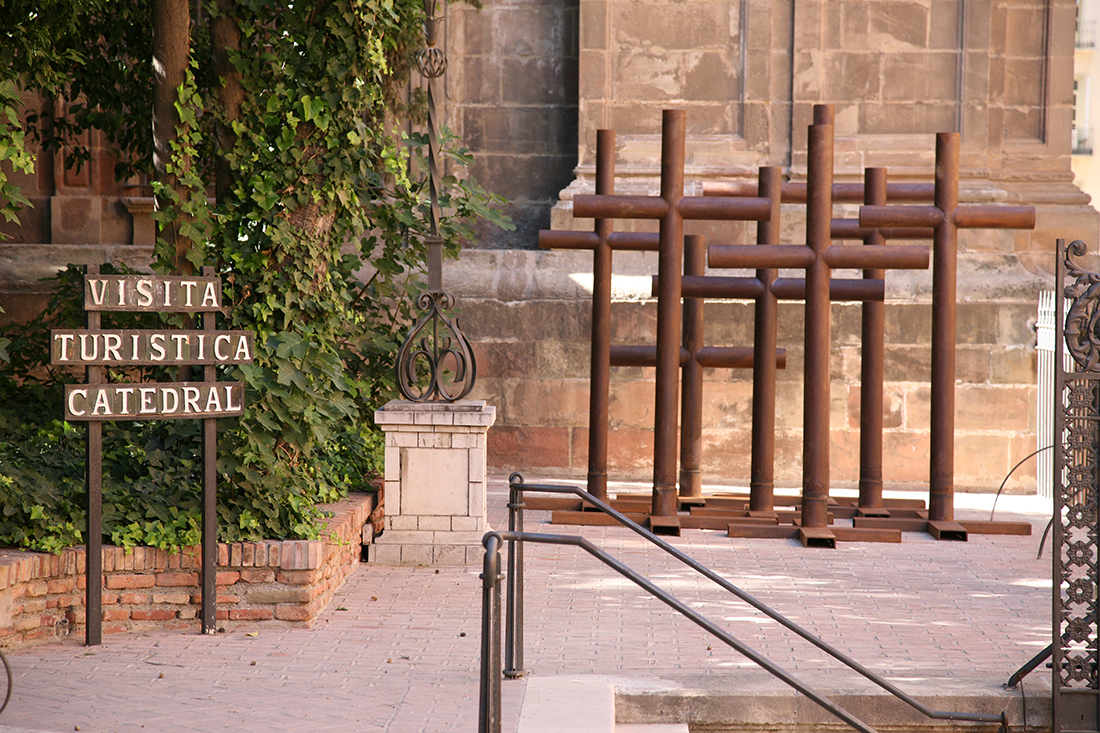
옥외 미술관

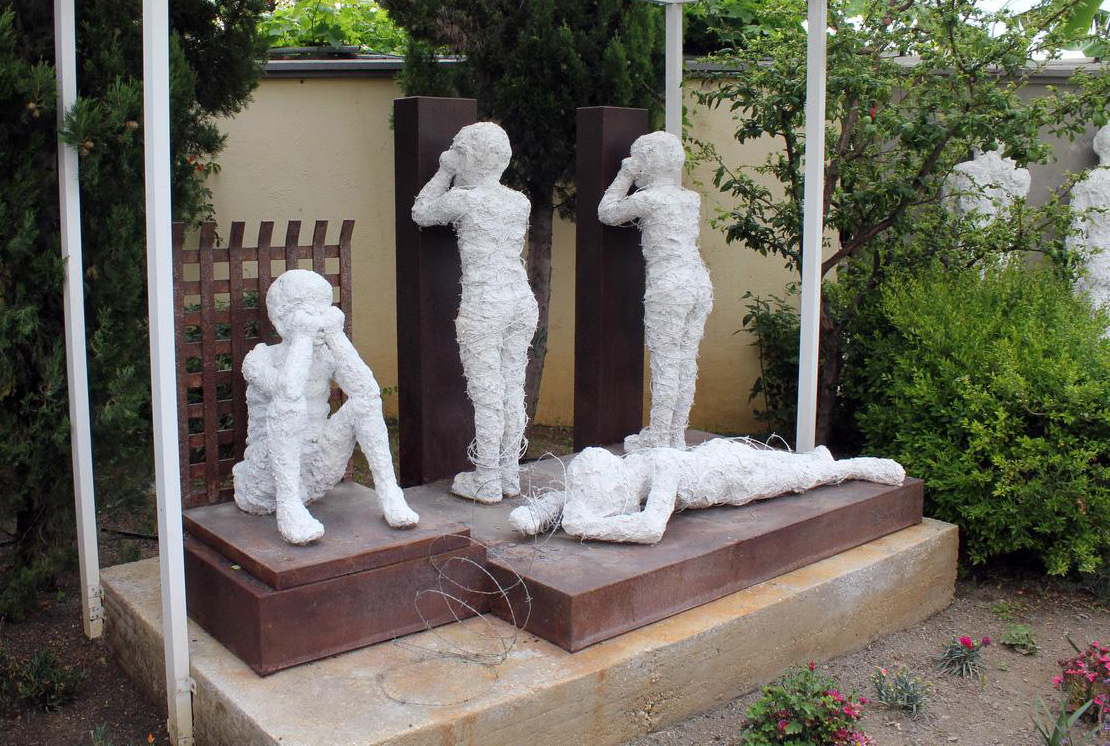
산 하몬 노나토 옥외 미술관.